# Skruestik
 Der er for få eller ingen kildehenvisninger i denne artikel, hvilket er et problem. Du kan hjælpe ved at angive troværdige kilder til de påstande, som fremføres i artiklen.

Skruestik, bruges af flere håndværkere, først og fremmet smed, men lige så vel af træsmede, herunder billedskærer.
Skruestik eller (næppe længere brugbart) Skruestikke
fra nedertysk (nt.) schruufstich(en). 2. led fra nt. stichen, pind m.fl. betydninger
Den officielle definition på en skruestik er (jf. ODS) "et redskab til fastholdelse af et arbejdsstykke..., i sin simpleste form bestaaende af to kæber, "bakker", der kan skrues mod hinanden v.hj. a. ...en skrue..."
Skruestikker findes på alle værksteder og i huggehuse. De består af et par (støbejerns)kæber eller bakker, der oftest bevæger sig parallelt fra eller mod hverandre i en kulisse. En sådan kaldes parallelskruestik, i modsætning til smedens stang-, bue- eller bænkskruestik, der er noget kraftigere i udførelsen, og hvis kæber er hængslet for neden i to lange "ben" hvoraf det ene er fastgjort til filebænken. Bakkerne bevæger sig v. hj. a. en spindel, der spændes med en spændepind (-stok).
Hurtigskruestikken kan hurtigt omstilles fra lille til stor spændvidde eller omvendt, mens svingskruestik er fastgjort på en lodret aksel, of derfor kan bevæges vertikalt.
Hos træsmede ses undertiden små håndskruestikker, der ikke kan fastgøres til noget, men holdes i hånden og spændes v.hj.a. en vingemøtrik. Sådanne anvendes til at fastholde småting, fx små jern der skal slibes. En snedkerskruestik er en parallelskruestik, der med lethed kan fastgøres på høvlebænken.
Skruestikker behøver ikke altid at være fremstillet helt af jern. Strengt taget er høvlebænkens tænger en form for skruestikker, til trods for at de gennem tiden har forandret navn, ligesom en savfileklo er en specialiseret skruestik (med eller, normalt) uden skrue.
En af træskruestikkerne er billedskærerens etau, der er forsynet med jernbeslag og spindel af jern og til at spænde på arbejdsbord eller billedskærerbænk ved hjælp af en bolt, sådan at den kan drejes i alle retninger om den lodrette akse.
Det er ikke til at sige hvor almindelig etau'en er her i landet, men de billedskærere der har den franske tradition (i modsætning til den tyske) anvender den. mens den er omtalt i Billedskærerbogen (Jensen 86).
I Den gamle By i Århus, på Sønderborg Slot og hos en drejer i Roskilde (der energisk fastholdt at det er en skruestik) er set såkaldte spændeblokke, der vistnok også kaldes skruestok, men jeg har egentlig ikke set nogen rimelig beskrivelse af hvordan og af hvem de anvendes, bortset fra ODS's lakoniske at de er "brugt til fastholdelse af træ der skal saves". Salaman siger godt nok at "such Vices are favoured by coachbuilders and wheelwrights for holding felloes while trimming them." Men da danske hjul- og karetmagere anvender høvlebænk (i modsætning til deres angelsaksiske kolleger) kan jeg ikke se at der skulle være specielt brug for at spænde fælgstykker op på denne måde. Derimod tror jeg at vide at fx en træskomand har kunnet finde anvendelse for dem.
Se endv. Rørholder og rejfklo.